# Le Labyrinthe (nouvelle)
Pour les articles homonymes, voir Le Labyrinthe.
Le Labyrinthe (titre original : Labyrinth) est un roman court de science-fiction de la romancière américaine Lois McMaster Bujold, publié en 1989. Il s'agit du 9e volet de la Saga Vorkosigan, selon l'ordre chronologique de ce cycle romanesque.

## Description
En France, Le Labyrinthe fait partie du recueil Les Frontières de l'infini, paru chez J'ai lu. Les éditions J'ai lu ont réédité l'ensemble des œuvres de la Saga Vorkosigan en intégrale dans des traductions révisées. Le roman court Le Labyrinthe n'a pas changé de titre lors de cette réédition en 2013.
Labyrinth est un roman court dans lequel Miles Vorkosigan est âgé de 23 ans. L'histoire se déroule chronologiquement entre celle de Ethan of Athos et Brothers in Arms.
Lois McMaster Bujold se préoccupe dans le roman des conséquences du mercantilisme en génétique et de la prostitution. Les organismes modifiés génétiquement comme les Quaddies (qui ont quatre jambes) et Taura, une sorte de super soldate construite pour ses performances militaires, souffrent par ailleurs de solitude.

## Résumé
Labyrinthe explore le rôle de l'ensemble Jackson en tant que plaque tournante du trafic humain.
Miles Vorkosigan, sous sa couverture d'amiral Naismith, vient sur l'ensemble de Jackson pour y récupérer le biochimiste et généticien Hugh Canaba et lui fournir une nouvelle vie au service de Barrayar. L'ancien employeur de Canaba refusant les démissions, ce départ doit se faire sous couverture : l'amiral Naismith vient officiellement prendre contact avec la maison Fell en vue d'en faire le fournisseur des mercenaires libres Dendarii. Mais le biochimiste refuse de partir sans le fruit de ses derniers travaux, qu'il a caché dans la jambe de Taura.

## Réception
Le labyrinthe reçoit le prix Analog en 1989, et  le prix Locus en 1990.

## Éditions
- Labyrinth, in Borders of Infinity, Baen Books, 1989  (ISBN 978-0671720933)
- Le Labyrinthe, dans Les Frontières de l'infini, J'ai lu, coll. « Science-fiction » no 5001, 1998, trad. Bernadette Emerich  (ISBN 2-290-05001-6)
- Le Labyrinthe, dans La saga Vorkosigan : intégrale, vol. 3,J'ai lu, coll. « Nouveaux Millénaires », 2013, trad. Bernadette Emerich révisée  (ISBN 978-2-290-02923-7)